# Мелльнес, Арне
Арне Отто Биргер Мелльнес (швед. Arne Otto Birger Mellnäs; 30 августа 1933, Стокгольм — 22 ноября 2002, там же) — шведский композитор.

## Биография
Окончил Королевскую высшую музыкальную школу в Стокгольме (1953), где среди его учителей были, в частности, Ларс Эрик Ларссон, Карл Биргер Блумдаль и Эрланд фон Кох. Затем в 1959—1961 годах занимался у Бориса Блахера в Париже, Макса Дойча в Берлине и Дьёрдя Лигети в Вене, в 1962—1963 годах изучал электронную музыку под руководством Готфрида Михаэля Кёнига. В 1963 году стал лауреатом международного конкурса композиторов «Gaudeamus» в Нидерландах.
В 1983—1996 годах возглавлял шведскую секцию Международного общества современной музыки, в 1996—2002 годах был его президентом.

## Творчество
Среди произведений Мелльнеса — четыре оперы, в том числе «Кентервильское привидение» (швед. Spöket på Canterville; 1980, по Оскару Уайлду) и Доктор Глас (швед. Doktor Glas; 1987—1990), по роману Я. Сёдерберга), две симфонии, концерты для кларнета, флейты, альт-саксофона с оркестром, хоровые и вокальные сочинения на тексты Цицерона, Франциска Ассизского, Эммануила Сведенборга, Уильяма Блейка, Шелли, Шарля Бодлера, Роберта Стивенсона, Джакомо Леопарди, Э. Э. Каммингса, Х. Моргенштерна, Ш. Вёреша, Таге Даниэльссона и др., камерная и инструментальная музыка.